# Impératrice (roman)
Pour l’article homonyme, voir Impératrice (homonymie).

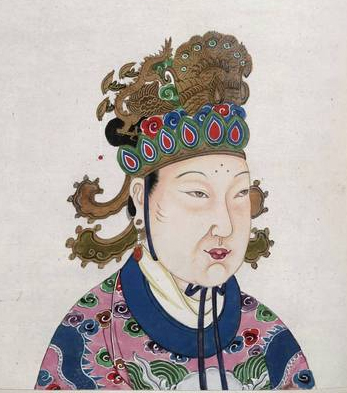
Wu Zetian.

Impératrice est un roman de Shan Sa paru en 2003.

## Résumé
La vie de l'impératrice chinoise Wu Zetian.

## Distinctions
- Prix des Lecteurs du Livre de poche[1]

## Ventes
En 2013, la version anglophone du roman, éditée par Harper Collins s'était vendue à plus de 90 000 exemplaires.